# Атика
Атика (грч. Αττική) је историјски регион Грчке који обухвата и Атину, њен садашњи главни град. Овај регион је смештен на истоименом полуострву, који улази у Егејско море. Данас ту постоји модерна периферија Грчке, такође названа Атика, која означава шири појам пошто укључује и неколико острва, као и део Пелопонеза.
Историја Атике је од античких времена уско повезана са Атином, једним од најзначајнијих градова античког света.